# پویرباخ
پویرباخ (به آلمانی: Peuerbach) یک شهر در اتریش است که در ناحیه گرایسکیرچن واقع شده‌است. پویرباخ ۲٬۱۶۲ نفر جمعیت دارد.

## خواهرخوانده
شهر Malo خواهرخواندهٔ پویرباخ هست.